# George Peacock
George Peacock (9 de abril de 1791 – 8 de noviembre de 1858) fue un matemático inglés.
Su mayor contribución al análisis matemático es el intento de fundamentar el álgebra con unas bases estrictamente lógicas.